# Gaumont State Cinema
Gaumont State Cinema este un teatru în stil Art Deco, inclus în lista de clăriri clasa II*, situat în Kilburn, un cartier din nord-vestul Londrei.

## Clădire

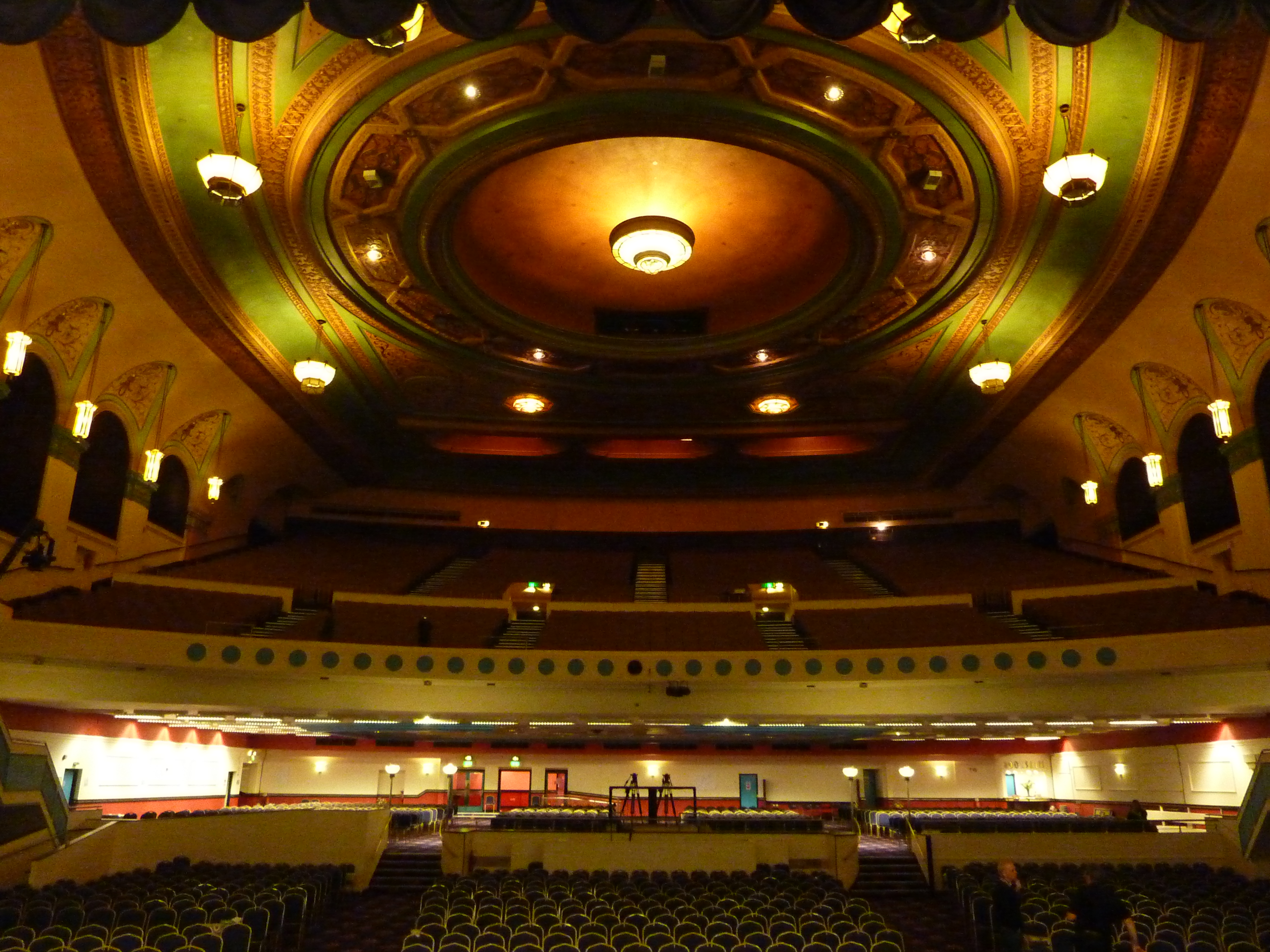
Sala cinematografului

Proiectat de George Coles și comandat și construit de către Phillip și Sid Hyams, cinematograful a fost deschis în 1937. Gaumont State a fost una dintre cele mai mari săli de cinematograf din Europa, cu scaune pentru 4004 de oameni. Se crede că numele de State vine de la turnul înalt de 37 de metri, inspirat de Empire State Building din New York City. Exteriorul cinematografului este conceput în stil Art Deco renascentist italian, acoperit cu plăci ceramice de culoare crem. Turnul, conceput în stilul zgârie-norilor din New York din anii 1930, poate fi văzut de la distanță mare și are scris pe el „STATE” cu litere mari de neon roșu. Interiorul a fost proiectat în stilul opulent al cinematografelor de atunci și include o orgă Wurlitzer, care este astăzi una dintre cele mai mari orgi Wurlitzer pe deplin funcționale din Marea Britanie. Este și una dintre puținele orgi de cinematograf rămase în pozițiile lor originale.

## Istoric
Artiști precum Gracie Fields, Larry Adler și George Formby au participat la deschiderea oficială transmisă în direct pe BBC Radio pe 20 decembrie 1937. De atunci, Gaumont State a fost una dintre cele mai populare locuri de muzică din Londra și a găzduit un număr spectacole istorice. De la sfârșitul anilor 1980 până în 2007, clădirea a fost folosită ca sală de bingo de Mecca Bingo. În 2007, sala de bingo a fost închisă, iar clădirea a fost pusă spre vânzare. O campanie pentru a salva Kilburn State de dezvoltatorii de proprietăți și a o restabili ca centru cultural a fost pornită în același an de către localnici. Clădirea a fost în cele din urmă cumpărată de Ruach City Church, condusă de Episcopul John Anthony Francis și Co-Pastorul Penny Francis. Imobilul a fost cumpărat la exact 70 de ani din ziua în care Gaumont State a fost deschis pe 20 decembrie 1937.

## Interpretări remarcabile

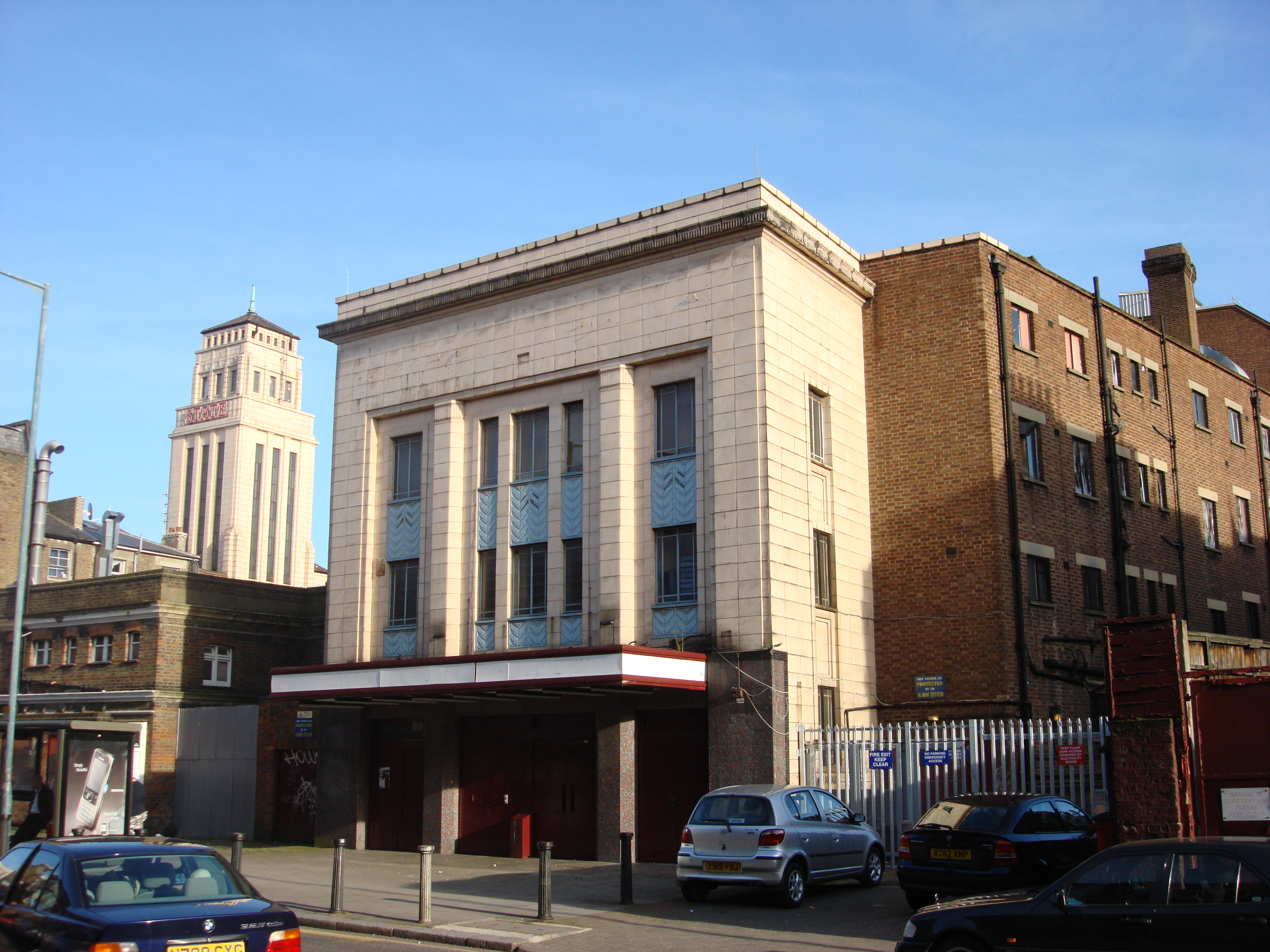
Fosta intrare pentru clasa a 3-a Gaumont State Cinema

- Django Reinhardt (23 iulie 1938 și 14 august 1939)
- Dinah Shore (5 septembrie 1948)
- Nellie Lutcher (29 octombrie 1950)
- Deep River Boys (12 noiembrie 1950)
- Petula Clark (12 noiembrie 1950)
- Frank Sinatra (21 iunie 1953)
- Lee Konitz (1957)
- Jerry Lee Lewis (25 mai 1958)
- Duke Ellington (25 octombrie 1958)
- Buddy Holly (2 martie 1958)
- Count Basie
- Louis Armstrong
- Sarah Vaughan
- Thelonious Monk (7 mai 1961)
- Art Blakey (7 mai 1961)
- Lee Morgan (7 mai 1961)
- Dizzy Gillespie (11 noiembrie 1961)
- John Coltrane (11 noiembrie 1961)
- Dave Brubeck (1963)
- Beatles (9 aprilie 1963 & 23 octombrie 1964)
- Rolling Stones (19 noiembrie 1963)
- Bill Haley & His Comets
- Harry Belafonte
- Jethro Tull ( 26-28 februarie 1971)
- David Bowie (13 iunie 1973)
- Ronnie Wood (14 iulie 1974)
- The Faces ( 13-14 iulie 1974 & 21-22 decembrie 1974)
- Deep Purple (22 mai 1974)
- Black Sabbath (21 noiembrie 1975)
- Oms (15 decembrie 1977)
- Tom Jones
- Ella Fitzgerald și Oscar Peterson Trio (lunea Paștelui, 11 aprilie 1965 )

Paul Anka a interpretat la acest cinema în perioada 1955/6 ca o nouă senzație canadiană, pentru prima dată în Marea Britanie.